# Bagdogra Airport
Bagdogra Airport är en flygplats i Indien.   Den ligger i distriktet Darjiling och delstaten Västbengalen, i den nordöstra delen av landet, 1 100 km öster om huvudstaden New Delhi. Bagdogra Airport ligger 125 meter över havet.
Terrängen runt Bagdogra Airport är platt. Runt Bagdogra Airport är det tätbefolkat, med 659 invånare per kvadratkilometer. Närmaste större samhälle är Siliguri, 10,4 km öster om Bagdogra Airport. Trakten runt Bagdogra Airport består till största delen av jordbruksmark.